# Лоташово
Лоташо́во (укр. Лоташеве) — село в Звенигородском районе Черкасской области Украины.
Население по переписи 2001 года составляло 456 человек. Почтовый индекс — 20453. Телефонный код — 4731.

## Местная власть
20400, Черкасская обл., Звенигородский р-н, г. Тальное, ул. Соборная, 306